# Liberum veto
Liberum veto (dansk: ~ det frie veto) var en parlamentarisk regel i den polsk-litauiske realunion. Den tillod et medlem af Sejmen (parlamentet) at gennemtvinge et øjeblikkeligt stop for den aktuelle samling og ophæve enhver lovgivning, der allerede var blevet vedtaget ved samlingen ved at råbe Nie pozwalam! (dansk: ~ Jeg tillader ikke!).
Fra midten af 1500-tallet til slutningen af 1700-tallet havde den polsk-litauiske realunion liberum veto, en regel om enstemmighed i det parlamentariske arbejde. "Princippet om liberum veto spillede en vigtig rolle i fremkomsten af den unikke polske form af konstitutionalisme." Begrænsning af monarkens beføjelser var vigtig for opbygningen af retsstaten, religiøs tolerance og begrænse statsmagten ... normen i Polen i tider, hvor resten af Europa blev hærget af religiøst had og despoti."
Imidlertid er liberum veto også blevet holdt ansvarlig for forværringen af Realunionens politiske system, især i 1700-tallet, hvor fremmede magter bestak sejmmedlemmer til at lamme lovgivningsprocessen. Piotr Stefan Wandycz skrev, at "liberum veto var et uhyggeligt symbol på gammelt polsk anarki".